# Robinsons-May
Robinsons-May fue una cadena de grandes almacenes que operaba en el sur de California, Arizona y Las Vegas, Nevada, anteriormente con sede en North Hollywood, California. Era una subcompañía de May Department Stores, que fue adquirida por Federated Department Stores el 30 de agosto de 2005.

## Historia

### May Company y JW Robinson's
El nombre Robinsons-may fue creado en 1993, cuando May Company de California se consolidó con el comercio corporativo hermano JW Robinson's. May Company había adquirido las tiendas Robinson's de 1986 con la adquisición de Associated Dry Goods; JW Robinson había sido adquirido por la Associated Dry Goods en 1957, mientras que May Company de California se había establecido en 1923 cuando adquirió May el entonces denominado A. Hamburger & Sons (fundada en 1881 por Asher Hamburger).
Ambas cadenas había funcionado exclusivamente en el sur de California hasta 1989, cuando las tiendas May Company de California había disuelto su división de Goldwaters, con sede en Scottsdale, Arizona, y sus metropolitana de Phoenix y Las Vegas, Nevada, entre las tiendas independientes siguen JW Robinson's de la Empresa y mayo de California. En 1997, Robinsons-May absorbe el área de Tucson lugares de la hermana de la división Foley's, que eran los restos de los antiguos almacenes de Levy. Robinsons-May se consolidó aún más con la empresa Meier & Frank basada en Portland, Oregón en 2002, que conserva su placa individual, pero fusionado su sede principal en Robinsons-May en el norte de Hollywood.

### Conversión a Macy's
El 30 de agosto de 2005, el control operativo de la Robinsons-May fue asumida por Macy's Este (las tiendas Meier & Frank fueron trasladados a Macy's Noroeste). Quince de sus tiendas de California, se ofrecieron para la venta en virtud de un acuerdo con el Estado de California fiscal general, a pesar de que Federated ha mantenido varias de las tiendas cubiertas por el acuerdo satisfactorio ya que las ofertas de competidores no fueron recibidas (incluyendo las tiendas en Woodland Hills y Northridge). Durante el año 2006, la mayoría de las sucursales de Robinsons-May se convirtieron en Macy's, ya sea como sustitutos de las tiendas existentes, o nuevos lugares como ampliaciones de lugares existentes, mientras que otras se convirtieron en Bloomingdale's, subcompañía de Federated.